# Electrocutango
Electrocutango ist eine norwegische Musikgruppe, die dem Electrotango zugerechnet wird.

## Geschichte
Das Projekt wurde von Sverre Indris Joner in Oslo gegründet. Das Debütalbum Felino wurde im Wesentlichen für TanGhost, eine Tango- und Theateraufführung, die vom berühmten argentinischen Tangotänzer Pablo Verón choreographiert wurde, konzipiert. Die Musik wurde mit dem renommierten norwegischen Edvard Award für „Best Music composed to stage/film/other art forms“ im Jahr 2005 ausgezeichnet. 2006 tourte die Show international, unter anderem in Prag, Shanghai und Peking.
Im April 2011 veröffentlichte Electrocutango ihr zweites Album Adrenalina mit einer Release-Tour unter anderem in Buenos Aires. Während ihres Konzertes in der Academia Nacional de Tango wurde Sverre Indris Joner der Ehrentitel „Académico Correspondiente“ der Akademie durch den Präsidenten Horacio Ferrer überreicht.
Ihre Musik wird heute weltweit in Tango-Clubs gespielt und ist bei Tänzern sehr beliebt, die mit Electrotango, wie Tanghetto, Gotan Project, oder Bajofondo Tango Club arbeiten.

## Mitglieder
Projekt-Mitglieder des ersten Albums „Felino“ sind: Sverre Indris Joner – Klavier, Komponist, Produzent, Programmierer und Arrangeur. Odd Hannisdal – Geige. Frode Larsen – Geige. Steinar Haugerud – Kontrabass. Per Arne Glorvigen – Bandoneon auf „Victoriosa“ und „A Fuego Violento“. Julia Zenko – Gesang auf „Renacere“ und „Sin Peil“.
Projekt-Mitglieder des zweiten Albums „Adrenalina“ sind: Sverre Indris Joner – Klavier, Komponist, Produzent, Programmierer und Arrangeur. Odd Hannisdal – Geige. Mikael Augustsson – Bandoneon. Steinar Haugerud – Kontrabass. Antonio Torner – Schlagzeug. Julia Zenko – Gesang auf „Yo soy Maria“.

## Diskografie
- Felino (2005)
- Adrenalina (2011)